# Уилсон, Корделия
Корделия Уилсон (англ. Cordelia Creigh Wilson; 1873—1953) — американская художница, писавшая преимущественно пейзажи американского юго-запада, в частности, в Нью-Мексико.

## Биография
Родилась 28 ноября 1873 года в городе Джорджтаун, округ Клир-Крик, штат Колорадо.
Её родители развелись, когда девочке было четыре года, и её воспитывала мать Эмма (англ. Emma (Webb) Creigh), которой приходилось по семейным обстоятельствам мигрировать между Канзасом и Колорадо.
В 1897 году Корделия вышла замуж за Уилларда Уилкинсона (англ. Willard Wilkinson) из Боулдера, штат Колорадо, и в следующем году родила своего единственного ребёнка — дочь Луизу. Однако супруги развелись в 1910 году, Корделия встретила Джона Генри Уилсона (англ. John Henry Wilson) и они поженились в 1911 году в канадском городе Виктория, Британская Колумбия, после чего вернулись в Колорадо.
Здесь Корделия решила серьёзно заняться живописью, мотивируясь последними тенденциями в американском реализм во главе с Робертом Генри. Она работала в технике алла прима, используя приёмы импасто. Она стала совершать поездки в штат Нью-Мексико, где подружилась с членами арт-колоний в Таосе и Санта-Фе. Создавала многочисленные этюды маслом на пленэре, а также глинобитные жилища Таос-Пуэбло, которые привлекли внимание арт-дилеров.
месте с мужем и дочерью Корделия поселилась в Денвере, штат Колорадо, в непорседственной близости от галереи J. Gibson Smith Gallery, которая представляла и продавала её работы. Кроме живописи, занималась ручной выделкой предметов декоративно-прикладного искусства, представляя движение искусств и ремёсел с использованием позолоты из сусального золота.
В 1917 году Корделия Уилсон была удостоена чести представить две своих картины, отобранные для инаугурационной выставки нового музея New Mexico Museum of Art в Санта-Фе, где были представлены также работы Джорджа Беллоуза, Роберта Генри и других известных художников, включая и членов художественной колонии в Таосе. Также она выставлялась в других местах, включая School of American Research.
Её муж Джон Уилсон в 1921 году заболел туберкулезом и семейная пара переехала в Сиэтл для его лечения, где он скончался на следующий год. В 1923 году Корделия вышла замуж в третий раз за John N. Fahnestock, но этот брак закончился разводом в 1928 году. Корделия продолжала жить и работать на тихоокеанском Северо-Западе Америки, периодически путешествовала по стране.
Умерла 7 июня 1953 года в Сиэтле и похоронена на городском кладбище Lake View Cemetery вместе с мужем, умершим в 1922 году.

## Труды
Работы Корделии Уилсон находятся в фондах музеев и частных коллекциях США.

Некоторые работы
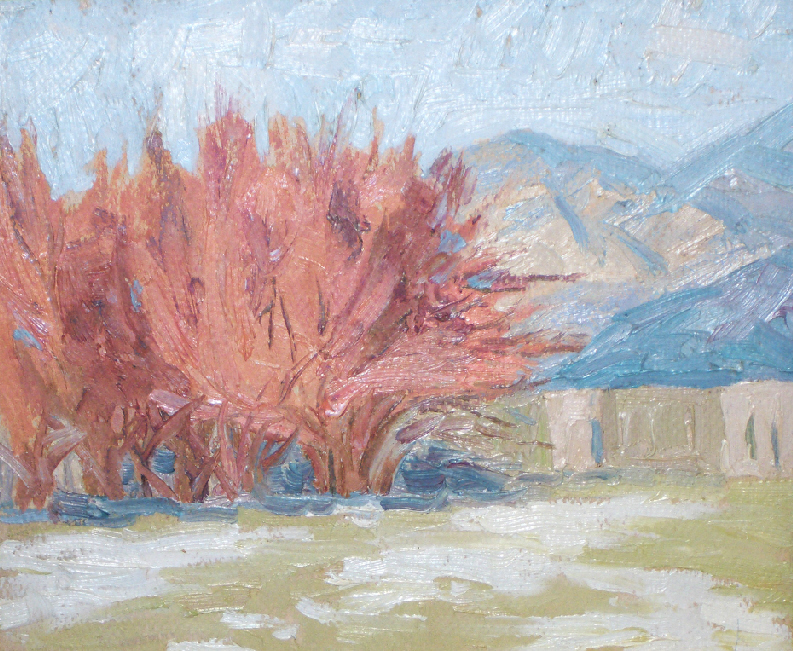
After the Snowfall, 1920-е годы
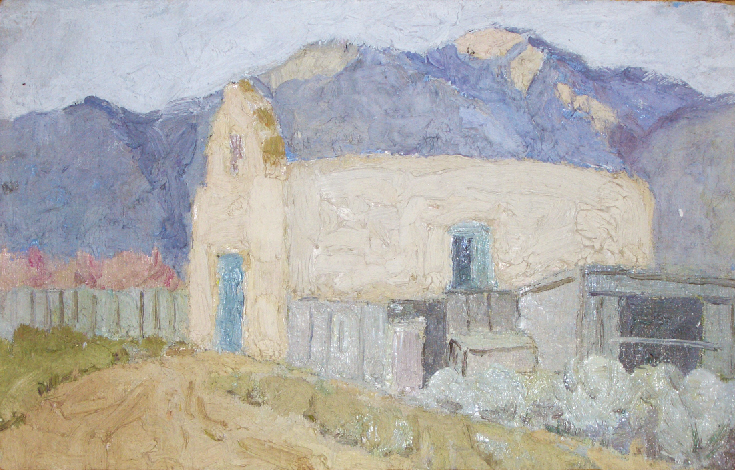
Adobe Church, около 1920 года
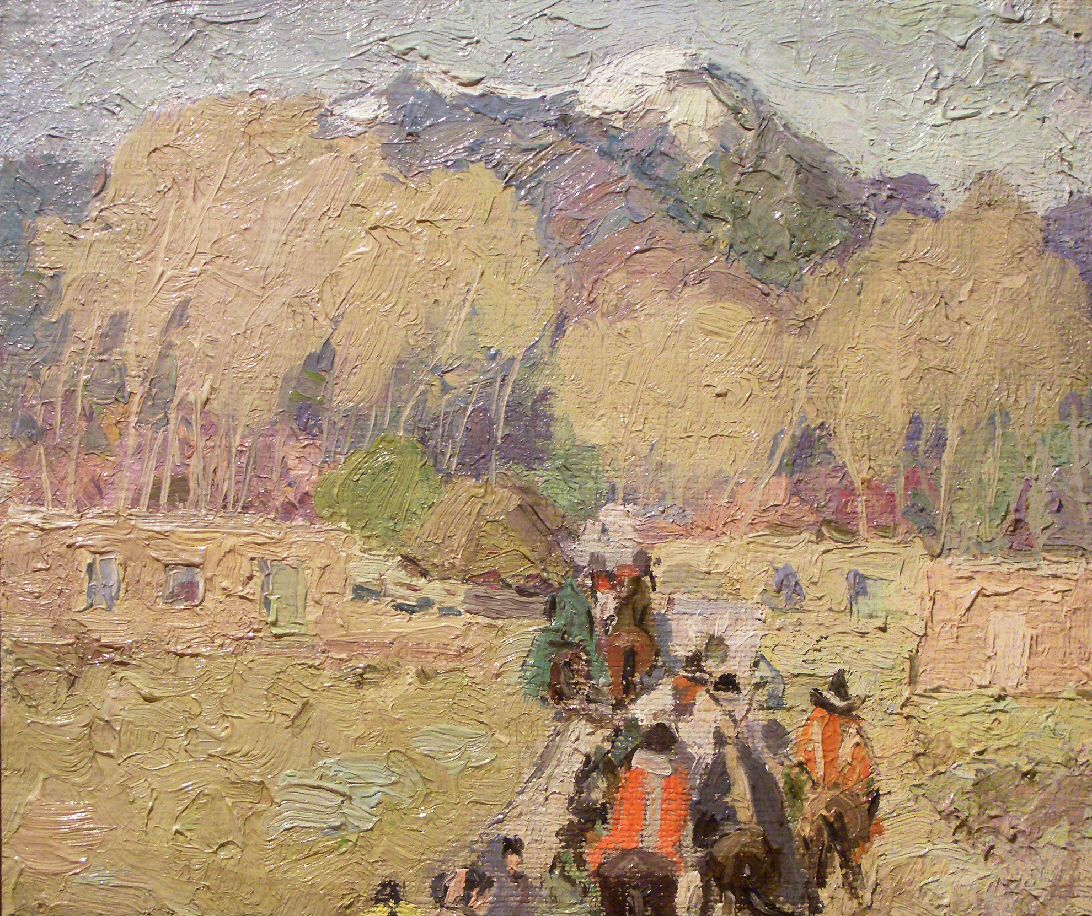
Taos Mountain, Trail Home, между 1915-1920